# Haplogruppe J (mtDNA)
Die Haplogruppe J ist in der Humangenetik eine Haplogruppe der Mitochondrien (mtDNA).
Haplogruppe J wird auf ein Alter von etwa 45.000 Jahren geschätzt und stammt von der Haplogruppe JT ab, die auch zu Haplogruppe T führte. In seinem populären Buch Die sieben Töchter Evas gibt Bryan Sykes der Urmutter dieser mtDNA-Haplogruppe den Namen Jasmine. Sie lebte im Westen Asiens, wahrscheinlich auf dem Kaukasus oder in Nahost. In Europa gehören etwa zwölf Prozent aller Menschen dieser Haplogruppe an.

## Verbreitung
Diese Haplogruppe ist gegenwärtig mit über zwei Prozent verbreitet in:
J* = Irland - 12 %, England-Wales - 11 %, Schottland - 9 %, Orkney - 8 %, Deutschland - 7 %, Russland (Europa) - 7 %, Island - 7 %, Österreich-Schweiz - 5 %, Finnland-Estland - 5 %, Spanien-Portugal - 4 %, Frankreich-Italien - 3 %
J1a = Österreich-Schweiz - 3 %
J1b1 = Schottland - 4 %
J2 = Frankreich-Italien  - 2 %
J2a = Überall in Europa, außer im Kaukasus.
J2b1 = In Europa so gut wie nicht vorhanden, dafür aber im Nahen Osten.

### Stammbaum
Dieser phylogenetische Stammbaum der Subgruppen von Haplogruppe J basiert auf einer Veröffentlichung von Mannis van Oven und Manfred Kayser und anschließender wissenschaftlicher Forschung.
- J
  - J1
    - J1b
      - J1b1
        - J1b1a
          - J1b1a1
          - J1b1a2

        - J1b1b
          - J1b1b1

      - J1b2
      - J1b3

    - J1c
      - J1c1
        - J1c1b
        - J1c1c

      - J1c2
        - J1c2a
        - J1c2b
          - J1c2b1
            - J1c2b1a

      - J1c3
        - J1c3a
          - J1c3a1

        - J1c3b
          - J1c3b1

        - J1c3c

      - J1c4
      - J1c5
        - J1c5a

      - J1c6
      - J1c7
        - J1c7a

      - J1c8

    - J1d
      - J1d1

  - J2
    - J2a
      - J2a1
        - J2a1a
          - J2a1a1
            - J2a1a1a
            - J2a1a1b

      - J2a2
        - J2a2a

    - J2b
      - J2b1
        - J2b1a
          - J2b1a1
          - J2b1a2
          - J2b1a3

        - J2b1b